# Melbudding
Melbudding er en form for kage bestående af mel, mælk, smør, blommer, rosiner og kardemomme. Melbuddingen koges traditionelt i en lærredspose og serveres sammen med sirup, kartofler og stribet flæsk eller skinke. Somme tider serveres den også med syltetøj. Retten findes i mange regionale varianter. Buddingen selv synes at stamme fra hollænderne. 
På Fanø kendes retten under navnet sakkuk og anses som øens nationalret. Selve ordet sakkuk må være nederlandsk. Retten kom ad søvejen til øen og bredte sig derfra til det vestjyske område. På Amager kendes retten som posegrød. Her var det i 1500-tallet indvandrede hollændere, som indførte retten. I Sønderjylland på begge sider af grænsen kendes retten som melbyttel, som er et låneord fra nedertysk. Som sideform findes også bjæstbudding eller bjæstbyttel, hvor bjæst er indlånt fra nordfrisisk og betegner råmælk. Melbudding var før også en populær sømandsret.